# Río Mula
La comarca del Río Mula è una delle 12 comarche della Regione di Murcia. Conta 24.567 abitanti (2008) ed ha come capoluogo la cittadina di Mula.
È situata nel centro della regione e prende il suo nome dall'omonimo fiume.

## Comuni

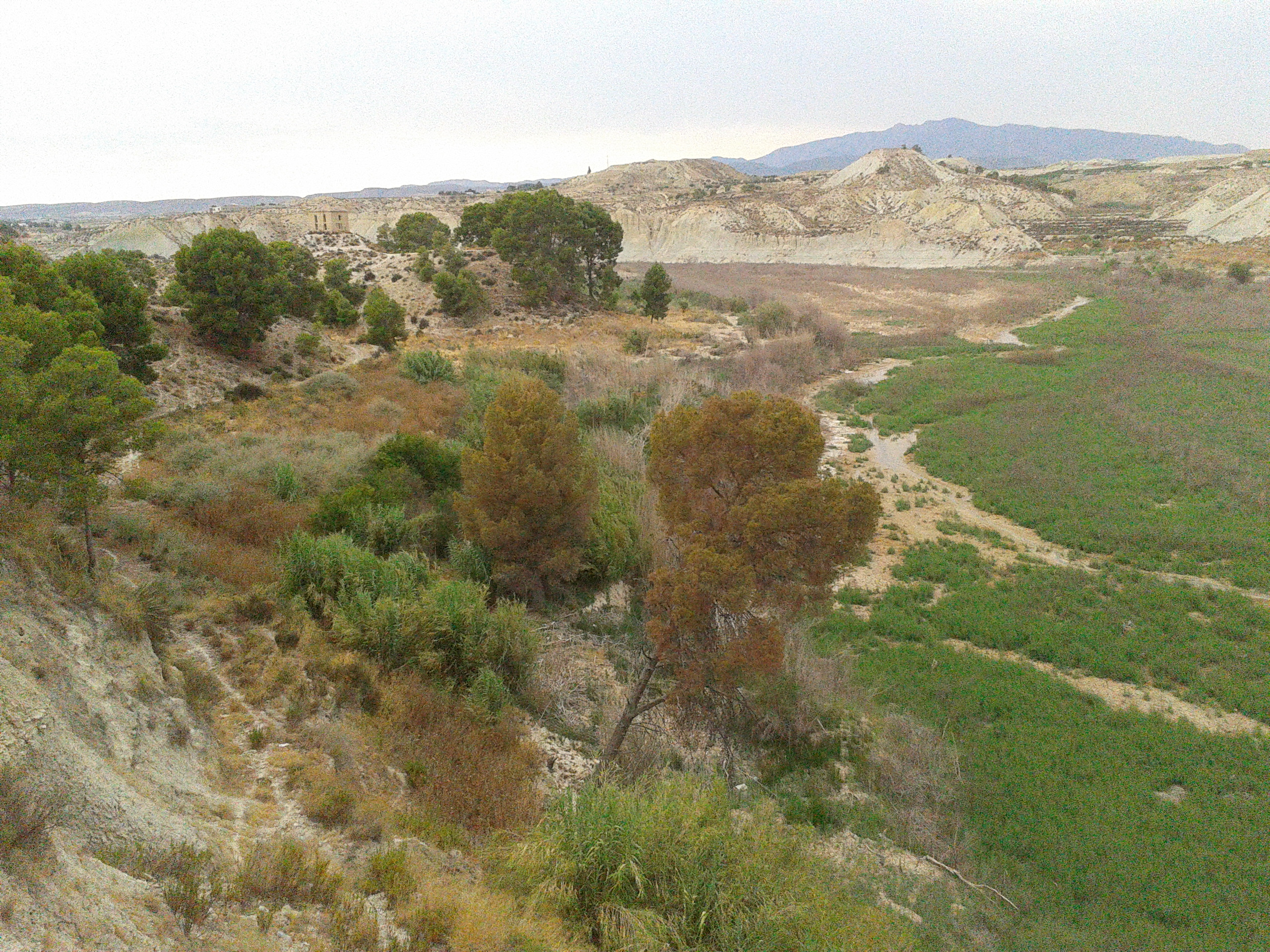
Un paesaggio della comarca.

|                | \| Comune \| Abitanti \| \| -------------- \| -------- \| \| Mula \| 16.942 \| \| Albudeite \| 1.381 \| \| Campos del Río \| 2.212 \| \| Pliego \| 4.032 \| |
| Comune         | Abitanti |
| Mula           | 16.942 |
| Albudeite      | 1.381 |
| Campos del Río | 2.212 |
| Pliego         | 4.032 |